# Große Laache
Koordinaten: 50° 59′ 37,6″ N, 6° 50′ 3,76″ O

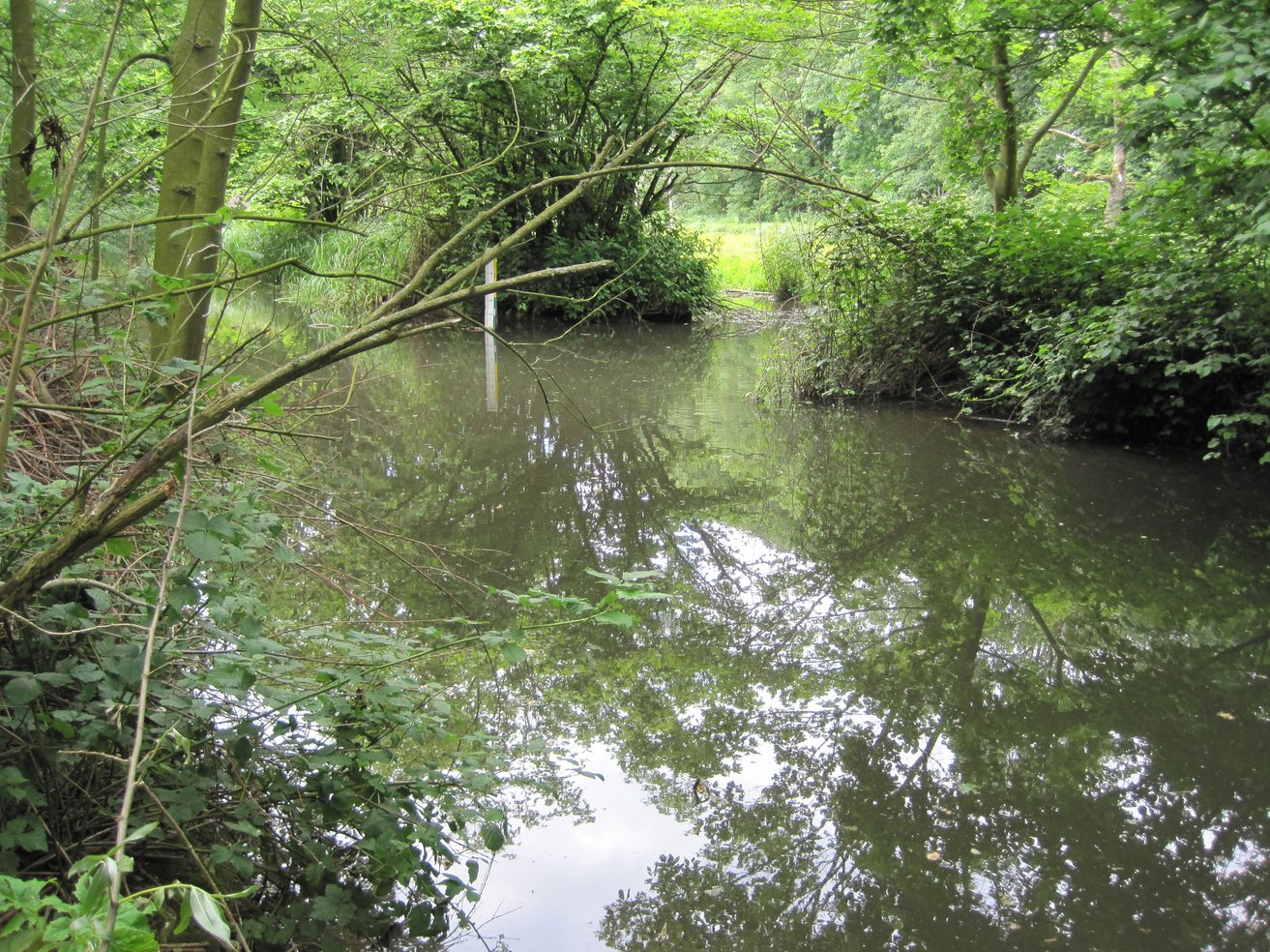
Große Laache im NSG Orrer Wald und Große Laache in Pulheim

Die Große Laache ist ein Feuchtgebiet am Mündungsgebiet des Pulheimer Bachs, das überwiegend im Stadtgebiet von Pulheim und teilweise auf Kölner Gebiet liegt. Der Bereich ist geprägt durch die Formung von Mittel- und Niederterrassen des Rheins. Mehrere Teiche vor der Versickerungsfläche klären das zufließende Wasser und verringern den Nährstoffgehalt. Das Sickerwasser fließt zu den Brunnen des Wasserwerks Weiler. 

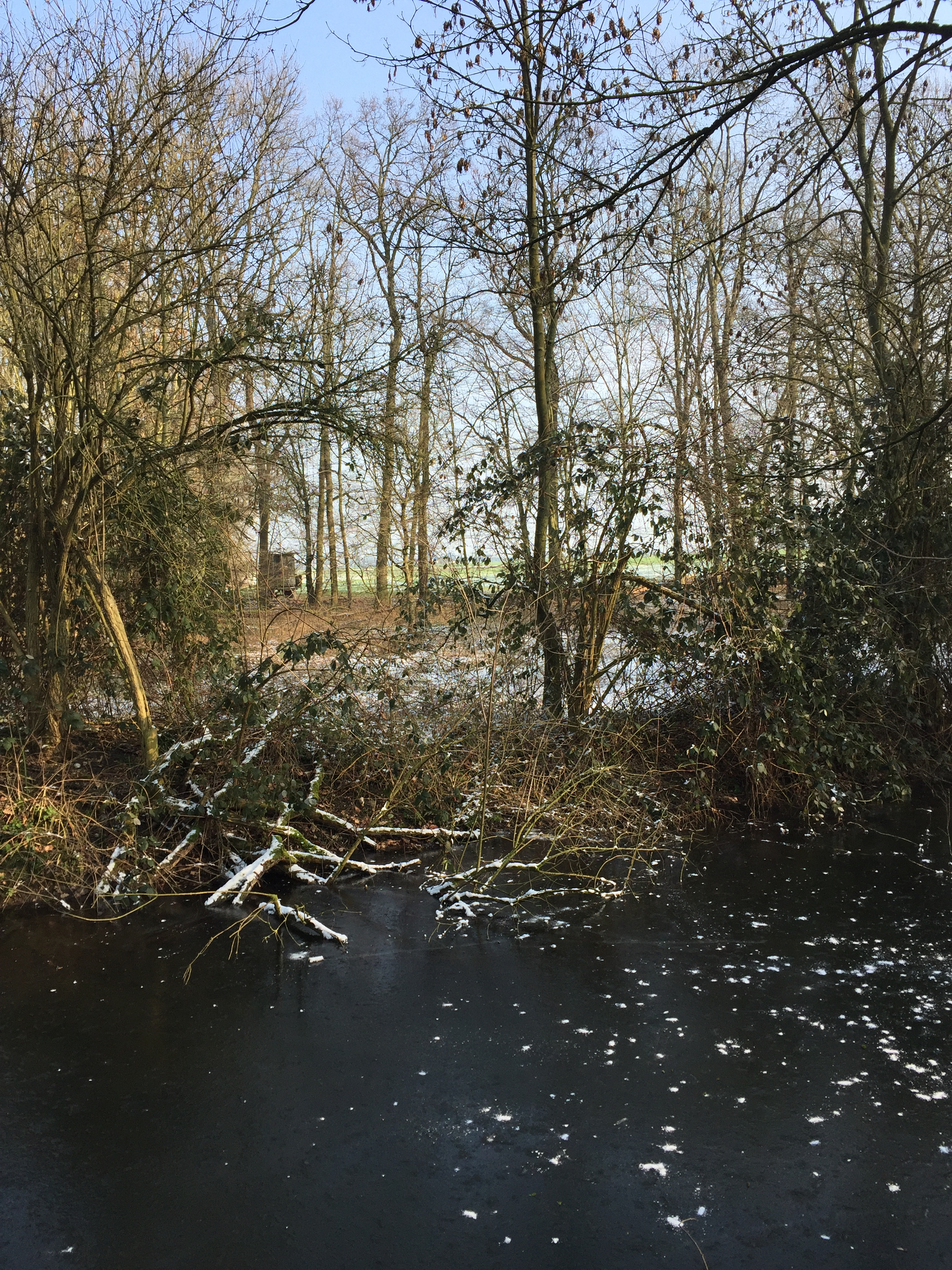
Eisige Zeiten für die „Große Laache“.

Die Kleine Laache liegt einen Kilometer nördlich nahe dem Weiler Orr. In der Vergangenheit wurde sie zu einem englischen Garten umgestaltet, der heutzutage verwildert ist. Der Naturschutz der Großen Laache hat Vorrang, weshalb die Kleine Laache und ihre Weiher nur bei starken Regenfällen über einen Kanal geflutet werden.

## Naturschutz
Größtenteils befindet sich die Große Laache im Pulheimer Naturschutzgebiet Orrer Wald und Große Laache, kleinere Bereiche im Südosten liegen im Kölner Naturschutzgebiet Baadenberger Senke, Stöckheimer See und Große Laache. Weitere umgebende Bereiche gehören – mit Ausnahme einiger südwestlich in Richtung Pulheimer See angrenzender Flächen – zu verschiedenen Landschaftsschutzgebieten.

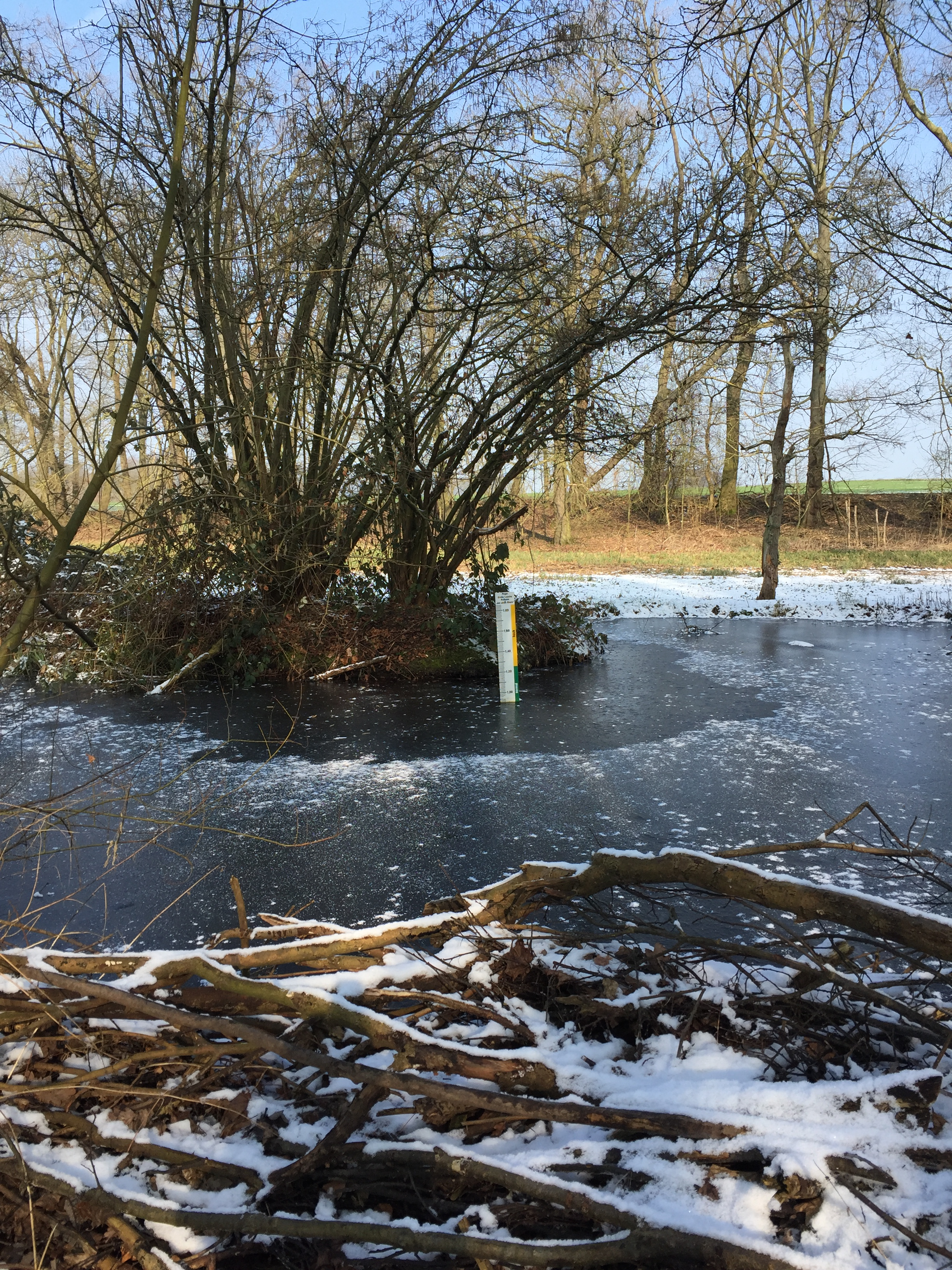
Die „Große Laache“ im Winter.

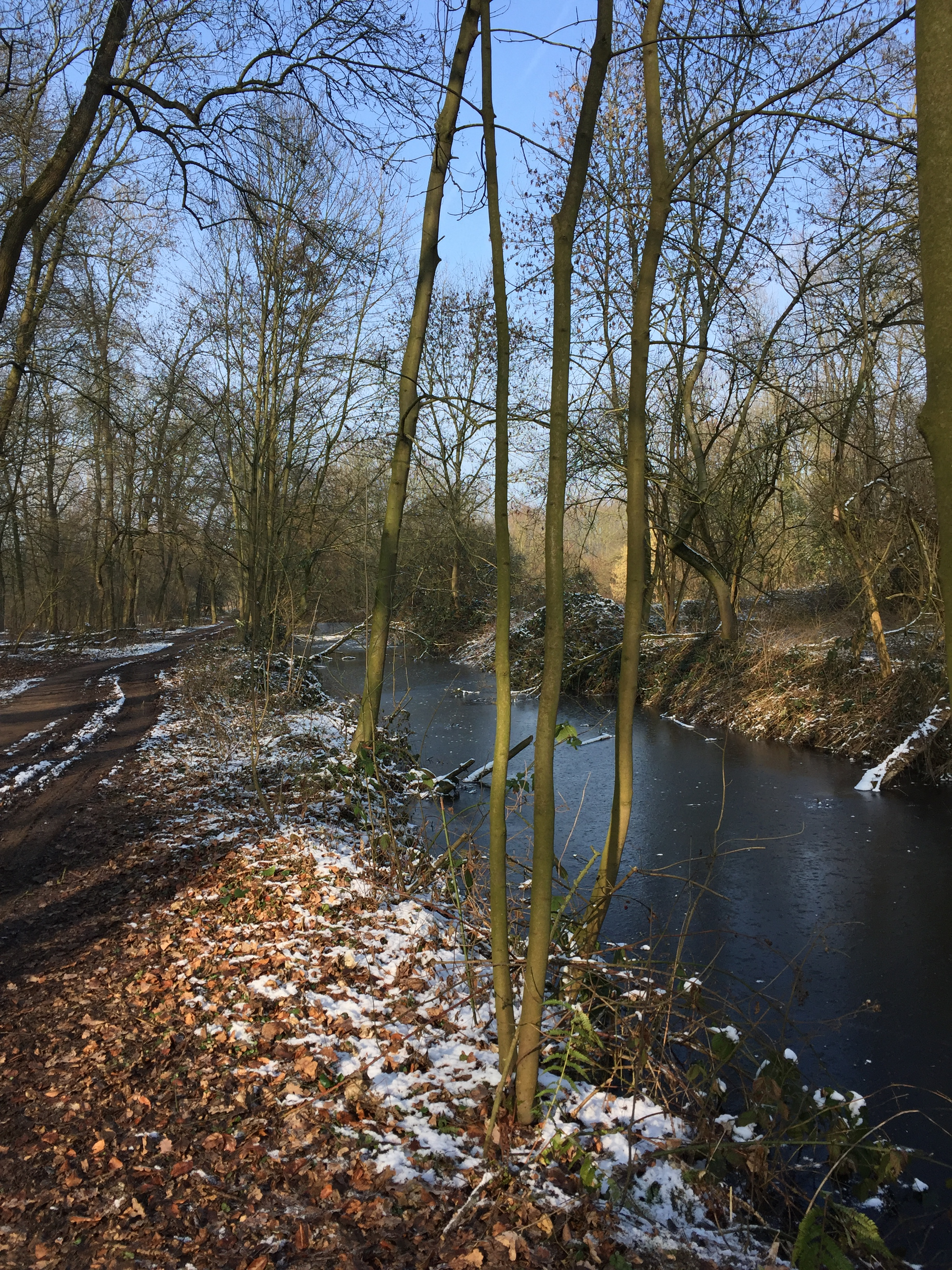
Das Naturschutzgebiet „Große Laache“ in Pulheim.